# Shōgun (serie de televisión de 2024)
Shōgun es una serie de televisión estadounidense de drama histórico basada en la novela homónima del autor James Clavell de 1975, y una readaptación de la miniserie homónima de 1980. Su elenco incluye a Hiroyuki Sanada, Cosmo Jarvis, Anna Sawai, Tadanobu Asano, Takehiro Hira, Tommy Bastow y Fumi Nikaido. Aunque es una serie estadounidense, el elenco es mayoritariamente japonés y la mayoría de los diálogos son en idioma japonés.
La serie fue estrenada el 27 de febrero de 2024 en Hulu, Disney+ y FX en Estados Unidos, en el resto del mundo en Disney+ (dentro de Star), en el sudeste asiático en Disney+ Hotstar y en Latinoamérica en Disney+ y  Star+. Recibió elogios generalizados de la crítica, particularmente por la dirección, la escritura, las imágenes y los valores de producción, actuaciones de su elenco y fidelidad al material original. .
En 2024 consiguió 18 premios Emmy, estableciendo un nuevo récord para estos premios. En 2025, la serie ganó cuatro Globos de Oro, incluyendo la categoría de Mejor serie de drama.
Aunque originalmente se trató de una miniserie que abarcaba la totalidad del libro de James Clavell, su enorme éxito propició la renovación para producir una segunda temporada, la cual ya no estará basada en la obra literaria original.

## Sinopsis
Shōgun sigue el choque de dos hombres ambiciosos de diferentes mundos y una misteriosa samurái femenina: John Blackthorne, un intrépido marinero inglés que naufraga en Japón, una tierra cuya cultura desconocida finalmente lo redefine; Lord Toranaga, un astuto y poderoso daimyo en conflicto con sus peligrosos rivales políticos; y Lady Mariko, una mujer con habilidades invaluables pero lazos familiares deshonrosos, que debe demostrar su valor y lealtad.

## Elenco y personajes

### Principal
- Hiroyuki Sanada como Lord Yoshii Toranaga (Tokugawa Ieyasu, 1543-1616): Un poderoso señor de la guerra (bushō) y señor de Kantō. Uno de los cinco regentes del Consejo de los Cinco Ancianos que gobiernan Japón en nombre del joven heredero de los difuntos Taikō y Sesshō. Es descendiente del clan Minowara, que una vez gobernó Japón como shōguns. Posee una mente brillante para la estrategia militar y política.
- Cosmo Jarvis como el Piloto Mayor John Blackthorne, conocido por los japoneses como el «Anjin» ("piloto"). (William Adams, 1564-1620): Un piloto marítimo inglés protestante que sirve en una flota holandesa que intenta establecer relaciones comerciales con Japón. Él y su tripulación son cautivos del poderoso Lord Toranaga.
- Anna Sawai como Toda Mariko (Hosokawa Gracia, 1563-1600): Una inteligente mujer de alta cuna con una fuerte lealtad a Toranaga. Es una conversa católica que sirve de traductora entre Toranaga y Blackthorne.
- Tadanobu Asano como Kashigi Yabushige (Honda Masanobu, 1538-1616): El intrigante señor de la Península de Izu que sirve a Toranaga.
- Takehiro Hira como Ishido Kazunari (Ishida Mitsunari, 1559-1600): Un antiguo campesino convertido en poderoso bushō, uno de los cinco Regentes, principal rival de Toranaga y gobernante del Castillo de Osaka.
- Tommy Bastow como el padre Martin Alvito, SJ / «“Tsuji”» (João Rodrigues Tçuzu, 1561-1634): Un empático sacerdote portugués y fiable traductor.
- Fumi Nikaido como Ochiba no Kata / Ruri (Yodo-dono, 1569-1615): La hija del difunto señor Kuroda Nobuhisa y única consorte del difunto Taikō que tuvo un heredero, su hijo Yaechiyo.

### Recurrentes
- Néstor Carbonell como Vasco Rodrigues: Un marinero español aliado de los portugueses que entabla amistad con Blackthorne.
- Tokuma Nishioka como Toda «Puño de Hierro» Hiromatsu (Hosokawa Fujitaka, 1534-1610): El general de mayor confianza y confidente de Toranaga.
- Hiroto Kanai como Kashigi Omi (Honda Masazumi, 1566-1637): El brillante sobrino de Yabushige y el señor de Ajiro.
- Yasunari Takeshima como Tonomoto Akinao / Muraji: Un pescador cristiano de Ajiro, que puede traducir para Blackthorne y es secretamente un samurái leal al servicio de Toranaga.
- Moeka Hoshi como Usami Fuji: nieta de Hiromatsu y más tarde consorte de Blackthorne.
- Yuki Kura como Yoshii Nagakado (Matsudaira Tadayoshi, 1580-1607): El impulsivo pero adorable hijo de Toranaga.
- Ako como Daiyoin / Lady Iyo (Kōdai-in, 1549-1624): La esposa del difunto Taikō, que más tarde se convirtió en monja budista a su muerte.
- Hiromoto Ida como Kiyama ukon Sadanaga (Konishi Yukinaga, 1555-1600): Uno de los cinco Regentes, que se convirtió al catolicismo, debido a las riquezas que los portugueses adquirieron para él.
- Toshi Toda como Sugiyama Josui (Maeda Toshiie, 1539-1599): Uno de los cinco Regentes, descendiente de un clan rico.
- Takeshi Kurokawa como Ohno Harunobu (Otani Yoshitsugu, 1558-1600): Uno de los cinco Regentes, un gran guerrero afectado por la lepra, lo que le llevó a convertirse en un devoto católico.
- Yuka Kouri como Kiku: Una astuta y seductora cortesana de Izu y concubina de Omi.
- Hiro Kanagawa como Igarashi Yoshimito: Un viejo samurái con parche en el ojo al servicio de Yabushige.
- Sen Mars como Nakamura Yaechiyo (Toyotomi Hideyori, 1593-1615): El único hijo y heredero del Taikō.
- Yuki Kedoin como Takemaru: Un joven samurái al servicio de Yabushige.
- Nobuya Shimamoto como Nebara Jozen: El leal criado de Ishido y un viejo amigo de Yabushige.
- Yutaka Takeuchi como Akechi Jinsai (Akechi Mitsuhide, 1528-1582): El difunto padre de Mariko y un poderoso señor de la guerra que traicionó y mató al señor Kuroda Nobuhisa, empañando el legado de su familia.
- Shinnosuke Abe como Toda «Buntaro» Hirokatsu (Hosokawa Tadaoki, 1563-1646): El hijo de Hiromatsu, marido de Mariko, y un talentoso samurái al servicio de Toranaga.
- Louis Ferreira como Ferreira: El capitán general portugués de la Nave Negra, el mayor buque mercante que se ocupa del comercio entre el Imperio portugués y Japón.
- Paulino Nunes como Padre Visitante Carlo Dell'Acqua, SJ (Alessandro Valignano, 1539-1606): Sacerdote italiano de alto rango y máximo representante de la Iglesia católica en Japón.
- Yoriko Dōguchi como Kiri no Kata (Lady Acha, 1555-1637): La esposa de Toranaga.
- Mako Fujimoto como Shizu no Kata: La consorte más joven y embarazada de Toranaga.
- Yuua Yamanaka como Toda Ryûji (Hosokawa Tadatoshi, 1586-1641): El hijo de Mariko y Buntaro.
- Eisuke Sasai como Lord Ito: Un influyente señor de la guerra e intérprete de Noh que es invitado a formar parte del consejo de los cinco Regentes.
- Yuko Miyamoto como Gin: La madame de la casa de té Ajiro.
- Eita Okuno como Saeki Nobutatsu (Matsudaira Iemoto, 1548-1603): Hermanastro de Toranaga y poderoso señor de la guerra.

### Invitados
- Ned Dennehy como el capitán general: El capitán holandés del Erasmus, que se suicidó en el mar.
- Yuki Takao como Usami Tadayoshi: El impulsivo marido de Fuji y samurái al servicio de Toranaga.
- Dakota Daulby como Salamon: Un miembro superviviente de la tripulación del Erasmus que Blackthorne encuentra más tarde viviendo en los barrios bajos de Edo. A diferencia de la novela, donde es representado como mudo, habla con Blackthorne y se enfrenta directamente a él.
- Joaquim de Almeida como el padre Domingo: Un fraile franciscano que entabla amistad con Blackthorne y le da lecciones sobre política japonesa.
- Yukijiro Hotaru como Nakamura Hidetoshi, más tarde el Taikō (Toyotomi Hideyoshi, 1537-1598): El retirado Kampaku que nombró un consejo de cinco Regentes para sucederle hasta que su heredero alcanzara la mayoría de edad.
- Junichi Tajiri como Uejiro: Un anciano jardinero de la finca de Blackthorne en Ajiro.
- Eijiro Ozaki como Lord Kuroda Nobuhisa (Oda Nobunaga, 1534-1582): El antiguo daimyo y padre de Ochiba, que fue asesinado por Akechi Jinsai, padre de Mariko, en 1578.
- Takaaki Hirakawa como Mizoguchi: Un señor de la guerra que fue derrotado durante la primera batalla de Toranaga en 1554.
- Yoshi Amao como Sera: Un general samurái afincado en Edo y uno de los vasallos de Toranaga, que se niega a someterse a los Regentes.
- Hitoshi Masaki como Tomono: Un general samurái afincado en Edo y uno de los vasallos de Toranaga, que se niega a someterse a los Regentes.
- Haruka Igarashi como Rin (Oeyo: Nuera de Toranaga y hermana menor de Ochiba que vive en Edo.

## Episodios
| N.º | Título                                                       | Dirigido por          | Escrito por                    | Fecha de lanzamiento original |
| --- | ------------------------------------------------------------ | --------------------- | ------------------------------ | ----------------------------- |
| 1   | «Anjin»                                                      | Jonathan van Tulleken | Rachel Kondo & Justin Marks    | 27 de febrero de 2024         |
| 2   | «Servants of Two Masters» «Sirvientes de dos amos»           | Jonathan van Tulleken | Rachel Kondo & Justin Marks    | 27 de febrero de 2024         |
| 3   | «Tomorrow is Tomorrow» «Mañana es mañana»                    | Charlotte Brändström  | Shannon Goss                   | 5 de marzo de 2024            |
| 4   | «The Eightfold Fence» «Las ocho vallas»                      | Frederick E.O. Toye   | Nigel Williams & Emily Yoshida | 12 de marzo de 2024           |
| 5   | «Broken to the Fist» «Roto hasta el puño»                    | Frederick E.O. Toye   | Matt Lambert                   | 19 de marzo de 2024           |
| 6   | «Ladies of the Willow World» «Las damas del mundo del Sauce» | Hiromi Kamata         | Maegan Houang                  | 26 de marzo de 2024           |
| 7   | «A Stick of Time» «Una varilla de incienso»                  | Takeshi Fukunaga      | Matt Lambert                   | 2 de abril de 2024            |
| 8   | «The Abyss of Life» «El abismo de la vida»                   | Emmanuel Osei-Kuffour | Shannon Goss                   | 9 de abril de 2024            |
| 9   | «Crimson Sky» «Cielo Carmesí»                                | Frederick E.O. Toye   | Rachel Kondo & Justin Marks    | 16 de abril de 2024           |
| 10  | «A Dream of a Dream» «El sueño de un sueño»                  | Frederick E.O. Toye   | Emily Yoshida & Maegan Houang  | 23 de abril de 2024           |

## Producción

### Desarrollo
Durante la gira de prensa anual de verano de la Television Critics Association en agosto de 2018, FX anunció la realización de una nueva adaptación de Shogun y le otorgó a la producción una orden directa para una serie. Se esperaba que los productores ejecutivos incluyeran a Andrew Macdonald, Allon Reich, Michael De Luca, Michaela Clavell, Tim Van Patten, Eugene Kelly y Ronan Bennett. Rachel Bennette fue designada como productora supervisora, Tom Winchester como productor, Georgina Pope como coproductora y Eriko Miyagawa como productora asociada. Patten también dirigirá la serie, mientras que Bennett se encargará de la escritura. FX Productions y DNA Television están programadas para ser las compañías de producción de la serie.  Hiroyuki Sanada se desempeña como productor y actor principal.
En una entrevista con USA Today, Sanada expresó su papel como productor y dijo: "Después de 20 años en Hollywood, soy productor. Significa que puedo decir cualquier cosa, en cualquier momento". También hizo hincapié en mantener el programa auténtico en la historia japonesa. "Si algo está mal, la gente no puede concentrarse en el drama. No quieren ver ese tipo de espectáculo. Necesitábamos ser auténticos".
En mayo de 2024, se anunció oficialmente que se estaban desarrollando una segunda y una tercera temporada, y la sala de escritores se reunió a mediados de 2024.

### Rodaje
La fotografía principal de la serie estaba programada para comenzar en marzo de 2019 en Japón y el Reino Unido, pero se retrasó debido a que la cadena consideró que la producción no estaba en suficiente forma y que querían apuntar más alto. Sanada realizó un solo día de filmación en 2019 para que FX conservara los derechos de propiedad mientras se reestructuraba la serie.
En enero de 2020, se reveló que, después de que el escritor original Ronan Bennett ya no estaba disponible para seguir trabajando en los guiones, comenzaron desde cero con el nuevo escritor y productor ejecutivo Justin Marks, trabajando junto a su esposa, la productora supervisora Rachel Kondo. El equipo de escritores de la serie también incluye a la productora co-ejecutiva Shannon Goss, al productor consultor Matt Lambert, al editor de guiones Maegan Houang y a la redactora Emily Yoshida. La fotografía principal de la serie comenzó el 22 de septiembre de 2021 en Vancouver y se prolongó hasta el 2 de julio de 2022, dos meses completos más de lo previsto.Nikkan Gendai informó que a los extras japoneses se les pagaba 50.000 yenes por día, lo que es mucho más que una producción japonesa donde se les paga entre cero y 5.000 yenes por día. Un pino japonés utilizado en el set fue donado y plantado después de la filmación en el Ayuntamiento de Port Moody.

## Marketing
Para promocionar la serie, se llevó a cabo una exhibición inmersiva de la serie en FX Lawn durante la Comic Con de San Diego en julio de 2023. Estas incluyeron actuaciones de samuráis y un estanque koi virtual. El 5 de septiembre de 2023, la serie fue objeto de vistas en una muestra de los próximos programas de televisión de FX. El 2 de noviembre de 2023, el primer avance del programa debutó en YouTube, que reveló que la serie se lanzaría en febrero de 2024 en Hulu.  Un avance de 30 segundos de la serie se emitió durante el segundo trimestre del Super Bowl LVIII el 11 de febrero de 2024. Bill Bradley de Adweek escribió: "La serie ha estado en proceso durante años y ya es la más cara en FX. historia, entonces, ¿qué son otros 7 millones de dólares por un anuncio?"

## Lanzamiento
Shōgun se estrenó con sus dos primeros episodios el 27 de febrero de 2024 en Hulu y FX. El resto de la serie de 10 episodios se lanzará semanalmente. A nivel internacional, la serie está disponible en Disney+ y Star+ en América Latina y Disney+ (a través de Star en otros territorios). Un doblaje en inglés de la serie está disponible en Hulu. También se lanzó un podcast complementario para cada episodio.
En América Latina, se lanzó en dos versiones en cada plataforma, una versión censurada en Disney+ y otra en versión completa y sin censura en Star+, pero, en junio del 2024, debido a la fusión de Star+ en Disney+, ahora la versión sin censura se encuentra en su totalidad en Disney+.

## Recepción

### Audiencia
Según la aplicación de seguimiento de espectadores Samba TV, Shōgun fue el programa más reproducido en todas las plataformas entre el 26 de febrero y el 3 de marzo de 2024. El 6 de marzo de 2024, se reveló que Shōgun obtuvo 9 millones de visitas en Hulu y Disney+ y Star+ en sus primeros seis días de lanzamiento. El agregador de transmisión Reelgood informó que la miniserie fue el programa más transmitido en los Estados Unidos hasta el 6 de marzo de 2024. Del 4 al 10 de marzo de 2024, Shōgun fue la serie de televisión más transmitida en Canadá, y en Estados Unidos, según el agregador de streaming JustWatch.

### Respuesta crítica
Shōgun recibió elogios de la crítica en Estados Unidos y Japón. En el agregador de críticas Rotten Tomatoes, el 99% de 137 críticos calificaron positivamente la serie, con una nota media de 8,7/10. El consenso de la crítica del sitio dice: «Visualmente suntuosa y enriquecida con verosimilitud cultural, Shōgun es una adaptación épica que supera al original." En Metacritic, la serie tiene una puntuación media ponderada de 85 sobre 100 basada en 41 críticas, lo que indica una «aclamación universal».
Rebecca Nicholson de The Guardian elogió el programa, calificándolo de "fascinante" y elogió especialmente las secuencias de batalla y su respeto por el material original. Al escribir para The New York Times, Mike Hale comparó el programa con la adaptación de 1980 y escribió: "Se puede corregir la actuación rígida, los valores de producción anticuados y el eurocentrismo, pero en realidad no se puede corregir la naturaleza básica del material". Elogió especialmente el programa por resaltar más personajes japoneses que en la adaptación de 1980, que se centró más en Blackthorne. Sus únicas quejas fueron la interpretación más neutral de Blackthorne por parte de Cosmo Jarvis y el material fuente escrito en Occidente. Forbes describió el programa como un "éxito instantáneo" y elogió la interpretación de Jarvis de Blackthorne, afirmando: "Me siento inmediatamente atraído por su personaje porque no es sólo un buen tipo, un salvador blanco o lo que sea. Es inteligente pero también es calculador y despiadado". Anita Singh de The Telegraph otorgó a la serie cuatro estrellas de cinco y escribió que "la brillante adaptación de Disney de la sangrienta novela de James Clavell, ambientada en el Japón de 1600, se ve genial y se siente absolutamente machista".
La adaptación de la novela de los creadores de la serie Rachel Kondo y Justin Marks también recibió respuestas positivas, y Daniel Fienberg de The Hollywood Reporter afirmó que "este Shōgun encuentra mucha más tracción como un ambicioso juego de ajedrez político". IGN escribe: "Los creadores Justin Marks y Rachel Kondo han creado una versión del Japón feudal llena de esplendor visual, brutalidad e intriga" sin dejar de ser "muy fieles a la novela más vendida de James Clavell". Para Variety, Alison Herman atribuye el éxito del programa a "los creadores Justin Marks y Rachel Kondo han aprovechado el verdadero ingrediente secreto de la televisión épica: un equilibrio entre grandeza arrolladora y psicología íntima".
Jake Cunningham de Empire tituló su crítica con «“Shōgun” es una televisión apasionante. Mira más allá de la enrevesada burocracia y encontrarás actuaciones impactantes y efectos visuales asombrosos», destacando las intrincadas interpretaciones de su trío protagonista. Describe a Jarvis como «convincente» y «magnético», a Hiroyuki Sanada como un «señor sometido [que] ondea con amenaza, microexpresiones de aritmética bélica que revelan su mente táctica» y a Anna Sawai como «un personaje desgarrado por el deber y la espiritualidad, envuelto en una actuación de estoicismo.»  The Hollywood Reporter también elogió al reparto, especialmente a Moeka Hoshi, Tadanobu Asano, Fumi Nikaido, Shinnosuke Abe y Tokuma Nishioka por su gran trabajo de caracterización. IGN describió a algunos de los actores secundarios como «sobresalientes», elogiando a Néstor Carbonell como Rodrigues y a Tadanobu Asano como Yabushige junto al Blackthorne de Jarvis, «una fuerza a tener en cuenta.» Emmanuel Ronquillo de Collider también destacó la «discreta pero expresiva interpretación» de Moeka Hoshi en la serie. 
En España, la crítica cinematográfica la ha llegado a comparar con Juego de Tronos.

### Audiencia enstreaming
La empresa de análisis Samba TV, que recopila datos de audiencia de ciertos smart TV y proveedores de contenido, anunció que Shōgun fue el programa más visto en todas las plataformas entre el 26 de febrero y el 3 de marzo. También fue el programa más visto en todas las plataformas durante su segunda semana. Según la empresa de investigación de mercado Parrot Analytics, que analiza la participación de los consumidores en la investigación de consumidores, la transmisión, las descargas y las redes sociales, Shōgun tuvo una demanda impresionante en su segunda semana, alcanzando un pico de 48 veces la serie promedio. TheWrap señaló que Shōgun fue una de las pocas series que no son de Netflix en tener un puesto número uno consecutivo. El 6 de marzo, se reveló que el programa atrajo a 9 millones de vistas en Hulu, Disney+ y Star+ en sus primeros seis días de estreno. El agregador de streaming Reelgood, que rastrea 20 millones de decisiones de visualización mensuales en todas las plataformas de streaming en los EE. UU., informó que "Shōgun" fue el programa más transmitido en los Estados Unidos hasta el 6 de marzo.
JustWatch, una guía de contenidos en streaming con acceso a datos de más de 20 millones de usuarios de todo el mundo, estimó que Shōgun fue la serie más vista en streaming en Canadá y en Estados Unidos del 4 al 10 de marzo. Nielsen Media Research, que registra la audiencia de streaming en las pantallas de televisión de Estados Unidos, estimó que Shōgun se vio durante 608 millones de minutos del 22 al 28 de abril.  JustWatch reveló más tarde que Shōgun fue el programa más visto en Canadá y en Estados Unidos durante 2024. Según el sitio web de noticias sobre intercambio de archivos TorrentFreak, Shōgun fue la tercera serie de televisión pirateada más vista de 2024.

### Reacción en Japón
A diferencia de la miniserie de 1980, la versión de 2024 de Shogun fue aclamada por el público japonés.  El comediante japonés y aficionado a la historia Kunihiro Matsumura también elogió la serie por su autenticidad. Ken Matsudaira, quien interpretó a Tokugawa Yoshimune en The Unfettered Shogun e interpretó a Tokugawa Ieyasu (que fue el modelo del personaje principal, Yoshii Toranaga) tres veces en su carrera como actor, elogió la hábil actuación de Sanada y su esfuerzo por aportar más autenticidad histórica a la serie como productor. En una entrevista con The Hollywood Reporter, Sanada expresó su opinión sobre la recepción japonesa del programa. "Estaba un poco preocupado por la reacción japonesa porque saben qué es auténtico y qué no. Pero, sorprendentemente, todas las críticas y reacciones del público fueron geniales. Eso era exactamente lo que queríamos".
El aclamado diseñador de videojuegos Hideo Kojima, conocido por fundar Kojima Productions, le dio a la serie una crítica entusiasta, comparándola con "un Juego de Tronos ambientado en el Japón del siglo XVII", y elogió la escala, los detalles, el reparto, el vestuario, los decorados y los accesorios del programa y los VFX, además de citar la presencia de la estrella y productor Hiroyuki Sanada en la serie.